# 三一主教座堂 (聖彼得堡)

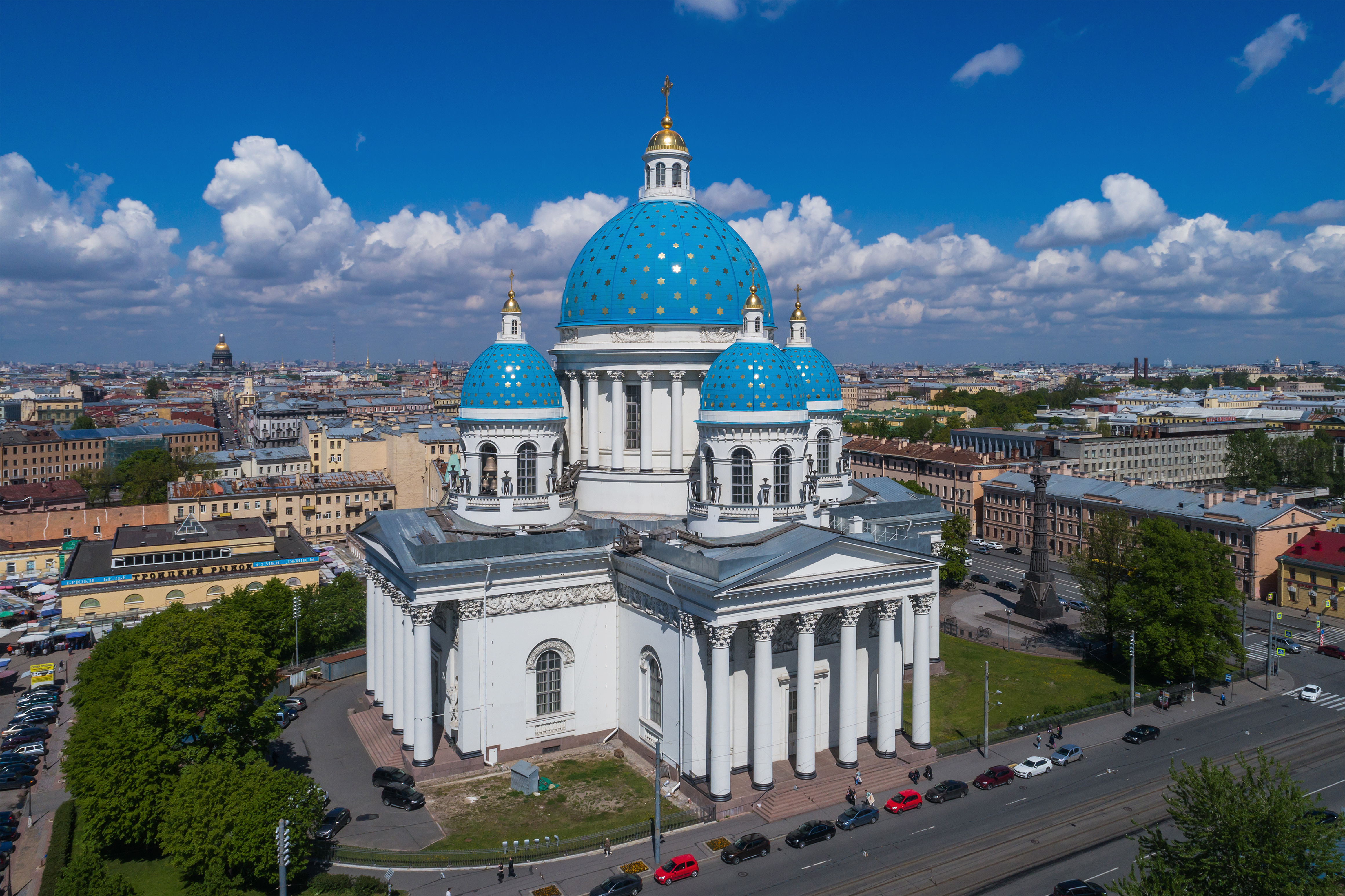
三一主教座堂

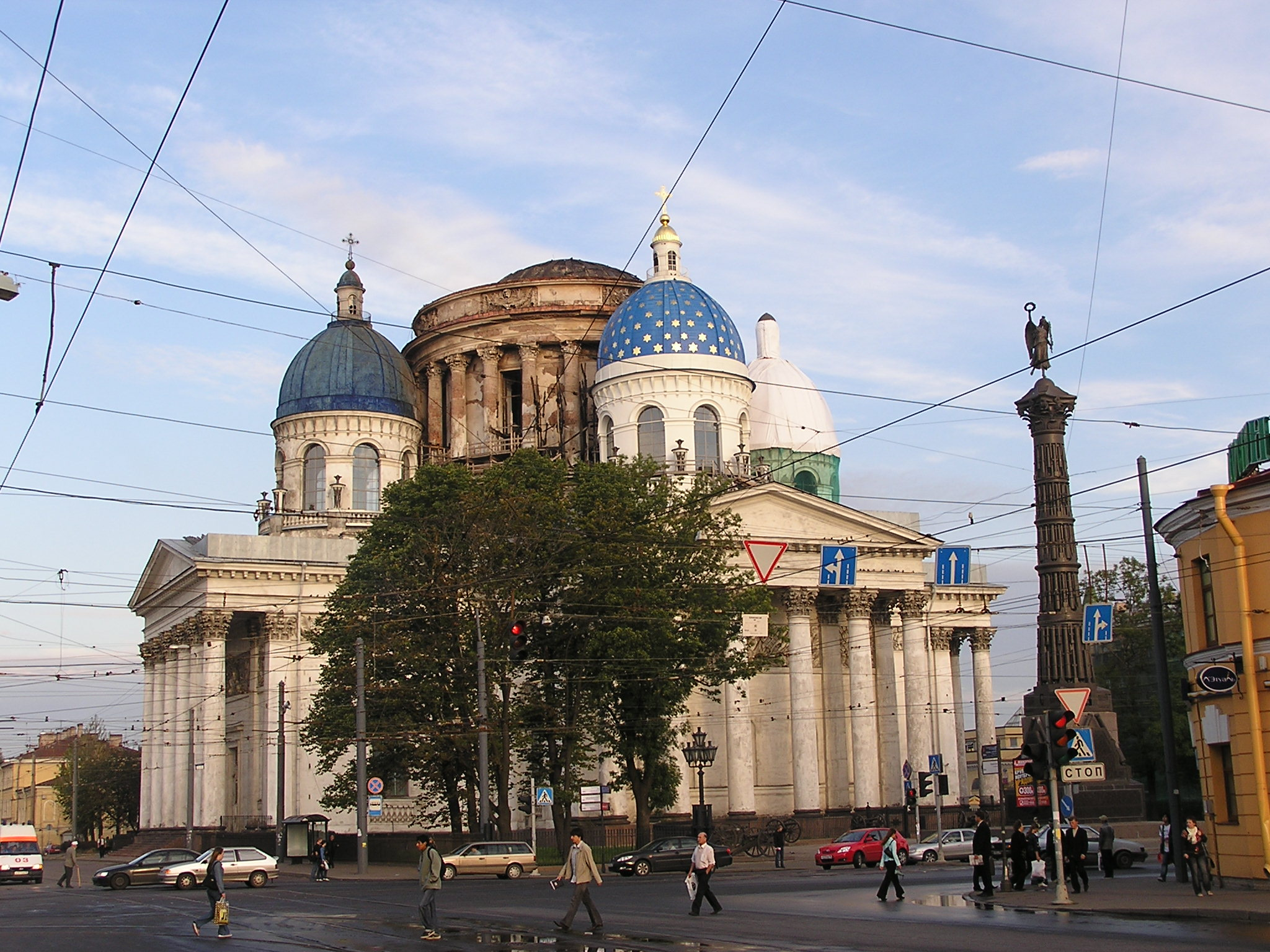
2006年大火后的教堂

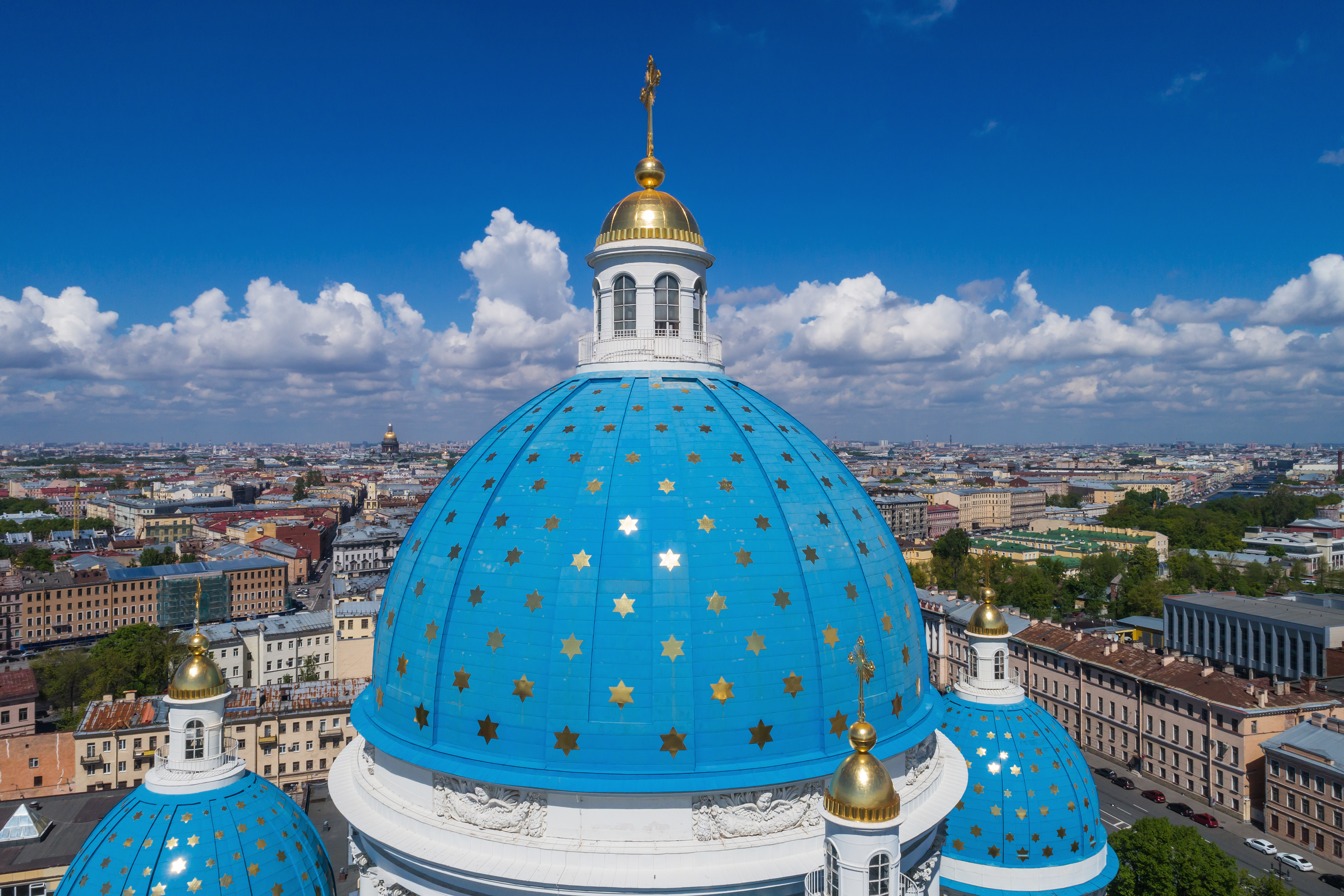
三一主教座堂圆顶

三一主教座堂（俄语：Троицкий собор）是俄罗斯圣彼得堡的一座教堂，兴建于1828 -1835年，坐落在海军部以南。
教堂可容纳3000人，被遗忘多年后，最近开始恢复了革命前的辉煌。为了纪念沙皇俄国在1877-1878年俄土战争中战胜土耳其，夺取保加利亚，于1886年在教堂北立面之前树立了俄土战争纪念柱。1990年，教堂成为世界遗产圣彼得堡的一部分。
2006年8月25日，重建工作正在进行中，教堂的主圆顶和一个小圆顶由于大火而坍塌。重建工作估计需要18个月。